# 프로그램 (기계)
프로그램(program)은 기계의 동작을 제어하는 데 사용되는 일련의 명령이다. 이러한 프로그램의 예는 다음과 같다.
- 직조된 천 내에 특정 패턴을 생성하기 위해 자카드 직기에서 사용하는 일련의 카드이다. 1801년에 발명된 이 장치는 자동으로 장식 패턴을 생성하기 위해 천공 카드에 구멍을 뚫어 재봉틀 팔의 움직임을 표현했다.
- 컴퓨터 프로그램(소프트웨어)은 컴퓨터가 실행하는 명령의 목록이다.
- 플레이어 피아노, 박람회장 오르간, 배럴 오르간 및 뮤직 박스에서 연주할 음악을 인코딩하는 배럴, 펀치 카드 및 악보 롤이다.
- 9세기 바그다드의 바누 무사(Banū Mūsā) 형제가 발명한 자동 플루트 연주기는 프로그래밍 가능한 기계의 첫 번째 사례로 알려져 있다. 바누 무사의 작품은 헬레니즘 조상의 영향을 받았지만 그리스 창조에 비해 상당한 발전을 이루었다.[1] 음악의 리듬과 멜로디에 프로그래밍 가능한 변화를 허용하는 핀 배럴 메커니즘은 바나 무사가 제공한 주요 기여였다.[2] 1206년에 무슬림 발명가 알 자자리(아르투크 왕조)는 프로그래밍 가능한 자동 장치의 예일 수 있는 드럼 머신을 설명했다.[3]

프로그램 실행은 프로그램에 포함된 지침을 따르는 일련의 작업이다. 각 명령은 미리 정의된 의미에 따라 기계의 상태를 변경하는 효과를 생성한다.
프로그래밍 가능한 온도 조절기나 음악 신디사이저와 같은 일부 기계는 프로그래밍 가능(programmable)하다고 부르지만 실제로는 사용자가 언어로 작성된 프로그램에 의해 제어되는 것이 아니라 고정된 다양한 옵션 집합(텍스트, 시각적 또는 기타) 중에서 선택할 수 있는 장치일 뿐이다.